# RFT

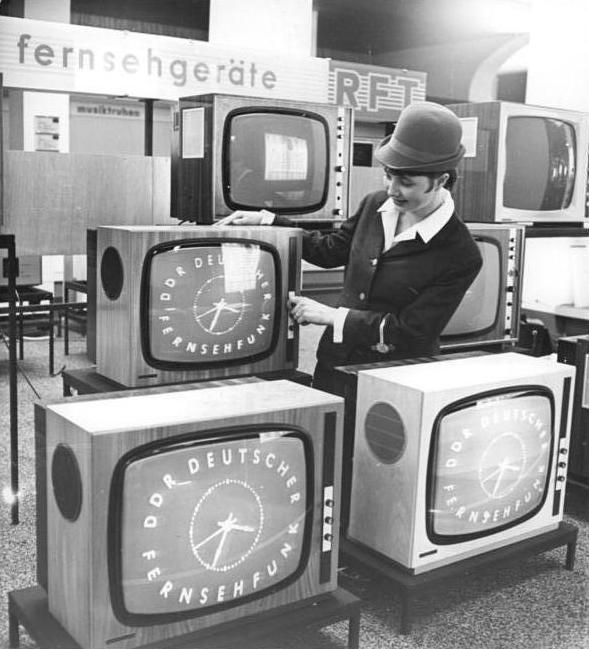

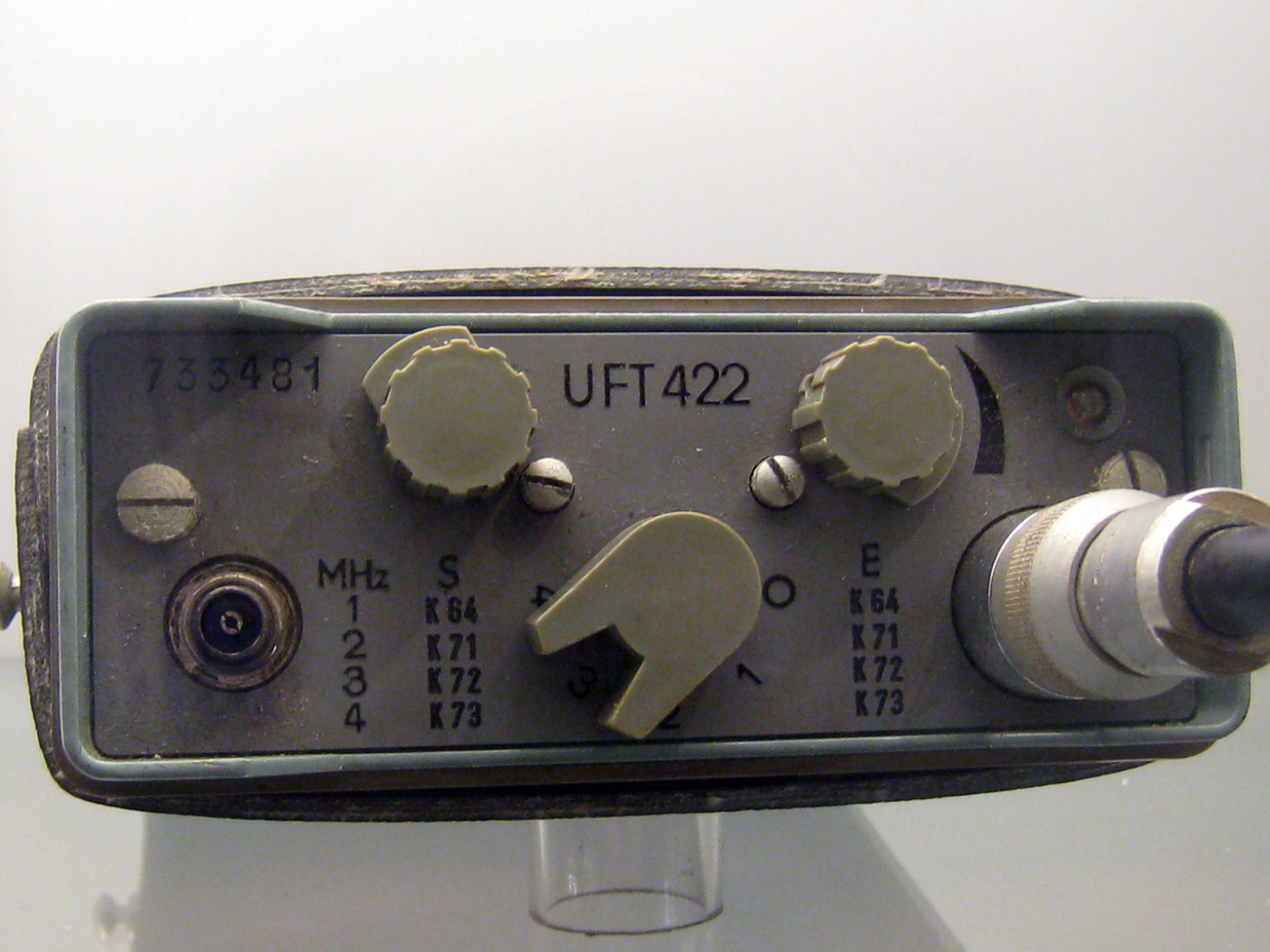
Walie-talkie UFT 422

RFT var en förkortning för Rundfunk- und Fernmelde-Technik och var ett gemensamt märke för produkter tillverkade av olika folkägda företag inom radio- och TV-elektronik i Östtyskland.
Bland de statligt ägda företag i Östtyskland som ingick hörde Kombinat Rundfunk- und Fernsehtechnik och Kombinat Nachrichtenelektronik samt delar av Kombinate Robotron Dresden, Messelektronik Dresden, Kombinat Mikroelektronik Erfurt och Kombinate Geräte- und Reglerwerk Teltow.